# La señora de Cárdenas
La señora de Cárdenas es una telenovela venezolana realizada en el año de 1977 por la productora RCTV. Primera de una serie de telenovelas llamadas la telenovela cultural (ya que el contenido de estas reflejaba la realidad de los venezolanos en campos como el matrimonio y la vida íntima familiar) escritas por el Maestro de las telenovelas en Venezuela, José Ignacio Cabrujas. Fue protagonizada magistralmente por la glorias de la actuación venezolanas Doris Wells y Miguel Ángel Landa.

## Trama
Nueve años de matrimonio han pasado y Pilar, aún joven y bella, se esmera día con día en crear una familia feliz. Vive confiada de la lealtad y fidelidad de Alberto Cárdenas, su compañero y padre de su hija. Hoy es su aniversario de bodas y Pilar descubre una notita en la camisa de su esposo: "Te quiero, Fanny". Por primera vez Pilar siente la seguridad del engaño, los celos y la insoportable pesadilla de dudas, reproches, dolorosas verdades, vergüenzas, críticas y sobre todo, la sorpresa, el desengaño: Alberto tiene otra mujer; una mujer a la que tal vez ama. Pilar logra confesar su pena a Liana, su mejor amiga. Finalmente acepta que Alberto lleva un tiempo distante, desinteresado y olvidadizo de los detalles amorosos que tuvo en el pasado. Fue aquel Alberto quién ganó por siempre el amor de Pilar, aún ahora que el dolor la embarga y la confusión la domina, siente una fuerte pasión por su esposo, una pasión que Alberto disfruta con otra.  Alberto, todavía más confundido, promete a Fanny que se divorciará, pero en el fondo sabe que Pilar es la mujer que ama. Con Fanny vive la pasión y la frescura de una nueva vida, con Pilar la estabilidad cotidiana de la rutina y la felicidad que le trae su hija. Alberto plantea la separación a Pilar y la llevan a cabo. Liana habla con Fanny para que se aleje de Alberto y descubre que la amante del esposo de su amiga, ha quedado embarazada. Después de un sinnúmero de dificultades e inconvenientes Pilar y Alberto se reúnen. Fanny decide mentir sobre el padre de su hijo y dice que es de Alfredo Montalvo, concuñado de Alberto, ya que es el esposo de Angélica, la hermana de Pilar. Alfredo quien no ha podido procrear con su mujer y desea más que nada un heredero, es el dueño del periódico donde trabajan Fanny y Alberto. Pilar descubre la verdad y decide dejar finalmente a Alberto y pugnar por el divorcio. Esto llevará a una separación nada amistosa y que enredará las cosas aún más, ya que Alberto sigue buscando consuelo en otras mujeres y muy cercano a él se encuentra Liana quien constantemente lo escucha y lo aconseja; Liana termina enamorándose de Alberto y se hacen amantes, Pilar se entera de esta relación y se siente decepcionada y asqueada por lo que considera una gran traición, la amistad de Pilar y Liana acaba para siempre. Pilar está resuelta a rehacer su vida, comienza a trabajar de manera exitosa y encuentra en el apuesto Damián Galvés, un apoyo incondicional para los más difíciles momentos que le ha tocado vivir. Así, poco a poco, Pilar va armando los pedazos destrozados que le quedaron de su experiencia con Alberto, aunque éste está muy arrepentido, ella no da marcha atrás, porque hace tiempo que dejó de ser La señora de Cárdenas. Ahora es simplemente Pilar, la mujer que tomó la difícil decisión de emanciparse, logró salir de la frustración que vivió mientras estuvo casada con Alberto, por eso no lo perdonó, porque ella se merecía un hombre mejor, un hombre como el maravilloso Damián, con quien planeaba casarse nuevamente. Tiempo después Pilar ya está casada y tiene un hijo con Damián, y un parque mientras paseaba a su hijo se encuentra con Alberto, quien ya tiene otra novia y se la presentaba a Pilar, después le hacía gracia al bebe de Pilar, y después como los mejores amigos ambos se despiden, y Pilar se queda sola en el parque con su hijo y feliz.

## Elenco
- Doris Wells como Pilar Rodríguez De Cárdenas
- Miguel Ángel Landa como Alberto Cárdenas
- Cecilia Villarreal como Liana (comadre de Pilar y Alberto)
- Marisela Berti como Fanny Muñoz (amante de Alberto y de Alfredo)
- María Teresa Acosta como Estela De Rodríguez (mamá de Pilar)
- Rafael Cabrera como Alfredo Montalvo (esposo de Angélica)
- Chony Fuentes como Angélica Rodríguez De Montalvo (hermana de Pilar)
- Hugo Pimentel como Pedro Rodríguez (papá de Pilar)
- Mauricio González como Andrés Rodríguez (hermano de Pilar)
- Mahuampi Acosta como Elvira De Cárdenas (mamá de Alberto)
- Susanita Henríquez como María Elena Cárdenas Rodríguez
- Tomás Henríquez como Dr. Enrique Perdomo (abogado de Pilar)
- Gioia Lombardini como Eva Muñoz (prima de Fanny)
- Héctor Mayerston como Damián Galvéz (segundo esposo de Pilar)
- Aurora Mendoza como Doña Ana (mamá de Estela y abuela de Pilar)
- Rolando Barral como Jhonny (amigo de Alberto)
- Francis Rueda como (hermana menor de Pilar)
- Loly Sánchez como Perla (amiga de Fanny)
- Freddy Galavís como Fonsequita (fotógrafo y amigo de Alberto)
- Yolanda Muñoz como Rosario De Perdomo (esposa de Enrique y amiga de Pilar)
- Marina Baura como Silvia Rivas (participación especial)

## Producción
- Original de: José Ignacio Cabrujas
- Libretos de: José Ignacio Cabrujas, Julio César Mármol, Fausto Verdial
- Resumen: Zulay López
- Tema musical: Si me olvidaras
- Letra y música: Fernando y Juancarlos
- Arreglos: Frank Quintero, Leo Quintero
- Intérpretes: Fernando y Juancarlos
- Musicalización: Mario Corro
- Coordinación: Omar Pin
- Editores: Reinaldo Palacios, Vicente Andazora
- Asistentes de producción: Dante Carle, Eduardo Ocaña
- Producción y dirección: Juan Lamata

## Versiones
- El amor de mi vida, telenovela realizada por TV Azteca en 1998, y protagonizada por José Ángel Llamas y Claudia Ramírez.

- La señora de Cárdenas, película para TV realizada por la productora RCTV en 2003, dirigida por Luis Manzo, y protagonizada por Roxana Díaz, Alfonso Medina, Marlene De Andrade y Dad Dáger.